# Thagria kaloostiani
Thagria kaloostiani är en insektsart som beskrevs av Nielson 1980. Thagria kaloostiani ingår i släktet Thagria och familjen dvärgstritar. Inga underarter finns listade i Catalogue of Life.